# Sera di primavera/Con l'amore ti bruci
Sera di primavera/Con l'amore ti bruci è il penultimo singolo del cantautore Ricky Tamaca pubblicato nel 1981.

## Descrizione
Il disco (pubblicato nel 1981 con l'etichetta discografica Global Records and Tapes) contiene due tracce entrambe scritte e composte insieme a Pinuccio Pirazzoli. La seconda traccia intitolata Con l'amore ti bruci è scritta anche insieme a Pupo; la prima traccia intitolata Sera di primavera è  anche uno dei successi di Ricky Tamaca. Entrambe le tracce sono state inserite nell'album Ricky Tamaca.Ed è anche contenuta nell'album È nata una stella della Young Records lanciato nell'estate del 1985

## Tracce
1. Sera di primavera - 3:48 (P.Pirazzoli, S.Fossati, R.Tammaccaro, M.Perucci)
2. Con l'amore ti bruci - 2:57  (P.Pirazzoli, E.Ghinazzi, R.Tammaccaro)